# .cu
.cu es el dominio de nivel superior geográfico (ccTLD) para Cuba. CUBANIC es responsable de administrar el dominio de primer nivel ".cu" correspondiente a Cuba. Presta sus servicios por medio de CENIAINTERNET red perteneciente a la Empresa de Tecnologías de la Información y Servicios Telemáticos Avanzados CITMATEL, del Ministerio de Ciencia, Tecnología y Medio Ambiente.

## Dominios de tercer nivel
- .edu.cu: Educación Superior (Restringido).
- .com.cu: Comercio.
- .co.cu: Comercio.
- .sld.cu: Salud (Restringido).
- .net.cu: Internet (Restringido).
- .inf.cu: Información (Restringido).
- .org.cu: Organizaciones (Restringido).
- .gob.cu: Gobierno(Restringido).
- .nat.cu: Personas(Restringido).
- .tur.cu: Turismo (Restringido).
- .cult.cu: Cultura (Restringido).